# Труа (округ)
Округ Труа (фр. Arrondissement de Troyes) — округ у Франції, в департаменті Об. 2023 року округ об'єднував 244 муніципалітети, населення становило 229 901 особу.
Адміністративний центр (супрефектура) — Труа.

## Муніципалітети
Список муніципалітетів округу та їхні коди INSEE:
1. Аван-ле-Рамерю (10021)
2. Авіре-Ленже (10022)
3. Аврей (10024)
4. Аллібодьєр (10004)
5. Аррель (10009)
6. Арсі-сюр-Об (10006)
7. Ассансьєр (10014)
8. Ассене (10013)
9. Бально-ла-Гранж (10028)
10. Бально-сюр-Лень (10029)
11. Баньє-ла-Фосс (10025)
12. Бар-сюр-Сен (10034)
13. Барбере-Сен-Сюльпіс (10030)
14. Бернон (10040)
15. Берсене-ан-От (10037)
16. Бертіньоль (10041)
17. Берюль (10042)
18. Бражелонь-Бовуар (10058)
19. Бревонн (10061)
20. Брев'янд (10060)
21. Брієкур (10065)
22. Брієль-сюр-Барс (10062)
23. Буї-Люксамбур (10056)
24. Буї (10051)
25. Бурантон (10053)
26. Бургіньон (10055)
27. Бюксей (10068)
28. Бюксьєр-сюр-Арс (10069)
29. Бюсе-ан-От (10066)
30. Бюшер (10067)
31. Ваї (10391)
32. Валь-д'Озон (10019)
33. Вальєр (10394)
34. Ванле (10395)
35. Верпійєр-сюр-Урс (10404)
36. Верр'єр (10406)
37. Веррикур (10405)
38. Вів'є-сюр-Арто (10439)
39. Вілласерф (10409)
40. Віллетт-сюр-Об (10429)
41. Віллі-ан-Трод (10433)
42. Віллі-ле-Буа (10434)
43. Віллі-ле-Марешаль (10435)
44. Віль-сюр-Арс (10427)
45. Вільє-Ербісс (10430)
46. Вільє-ле-Буа (10431)
47. Вільє-су-Прален (10432)
48. Вільлу (10414)
49. Вільмерей (10416)
50. Вільмор'ян (10418)
51. Вільмуаєнн (10419)
52. Вільмуарон-ан-От (10417)
53. Вільнев-о-Шемен (10422)
54. Вільрі (10425)
55. Вільшетіф (10412)
56. Віне (10436)
57. Віре-су-Бар (10437)
58. Вітрі-ле-Круазе (10438)
59. Вод (10399)
60. Воконь (10398)
61. Вонон (10441)
62. Вопуассон (10400)
63. Вошассі (10396)
64. Вугре (10443)
65. Вуе (10442)
66. Вюлен (10444)
67. Гранвіль (10167)
68. Давре (10122)
69. Дамп'єрр (10121)
70. Доммартен-ле-Кок (10127)
71. Донон (10130)
72. Дош (10129)
73. Дьєрре-Сен-П'єрр (10125)
74. Егії-су-Буа (10136)
75. Екс-Вільмор-Палі (10003)
76. Ербісс (10172)
77. Ерві-ле-Шатель (10140)
78. Ессуа (10141)
79. Естіссак (10142)
80. Етурві (10143)
81. Жавернан (10177)
82. Женьї (10179)
83. Жеродо (10165)
84. Жіе-сюр-Сен (10170)
85. Жуллі-сюр-Сарс (10181)
86. Іль-Обіньї (10174)
87. Іль-Омон (10173)
88. Кенфен (10119)
89. Клере (10100)
90. Коклуа (10101)
91. Кормо (10104)
92. Крезантінь (10116)
93. Крене-пре-Труа (10115)
94. Курсан-ан-От (10107)
95. Куртау (10108)
96. Куртено (10109)
97. Куртранж (10110)
98. Куртрон (10111)
99. Куссегре (10112)
100. Кюссанжі (10120)
101. Ла-Вандю-Міньо (10402)
102. Ла-Лож-Помблен (10201)
103. Ла-Рив'єр-де-Кор (10321)
104. Ла-Шапель-Сен-Люк (10081)
105. Лаво (10191)
106. Лажесс (10185)
107. Ландревіль (10187)
108. Лантаж (10188)
109. Ле-Борд-Омон (10049)
110. Ле-Гранж (10168)
111. Ле-Крут (10118)
112. Ле-Лож-Маргерон (10202)
113. Ле-Ное-пре-Труа (10265)
114. Ле-Павійон-Сент-Жулі (10281)
115. Ле-Рисе (10317)
116. Ле-Шен (10095)
117. Лен-о-Буа (10186)
118. Ліньєр (10196)
119. Ліре (10198)
120. Лобрессель (10190)
121. Лонжвіль-сюр-Монь (10204)
122. Лонсоль (10206)
123. Лош-сюр-Урс (10199)
124. Люзіньї-сюр-Барс (10209)
125. Люїер (10210)
126. Люїтр (10195)
127. Маї-ле-Кам (10216)
128. Маньян (10213)
129. Маре-ан-От (10222)
130. Мароль-ле-Баї (10226)
131. Мароль-су-Ліньєр (10227)
132. Масе (10211)
133. Маші (10212)
134. Мезон-ле-Шаурс (10218)
135. Меній-ла-Комтесс (10235)
136. Меній-Леттр (10236)
137. Меній-Сен-Пер (10238)
138. Меній-Сельєр (10239)
139. Мерже (10230)
140. Мерре-сюр-Арс (10232)
141. Мессон (10240)
142. Мец-Робер (10241)
143. Монге (10248)
144. Монсо-ле-Вод (10246)
145. Монсюзен (10256)
146. Монтіньї-ле-Мон (10251)
147. Монтолен (10245)
148. Монтрей-сюр-Барс (10255)
149. Монтьєраме (10249)
150. Монфе (10247)
151. Мопа (10229)
152. Морамбер (10257)
153. Муссе (10260)
154. Мюссі-сюр-Сен (10261)
155. Невіль-сюр-Сен (10262)
156. Невіль-сюр-Ванн (10263)
157. Ное-ле-Маллет (10264)
158. Ножан-ан-От (10266)
159. Ножан-сюр-Об (10267)
160. Нозе (10269)
161. О-Пюїзо (10133)
162. Обтерр (10015)
163. Оксон (10018)
164. Онжон (10270)
165. Орм (10272)
166. Ортійон (10273)
167. Парг (10278)
168. Пезі-Косдон (10276)
169. Пен (10282)
170. Піне (10287)
171. Планті (10290)
172. Плен-Сен-Ланж (10288)
173. Полізі (10296)
174. Полізо (10295)
175. Поліньї (10294)
176. Пон-Сент-Марі (10297)
177. Прален (10302)
178. Прюзі (10309)
179. Прюньї (10307)
180. Пуавр (10293)
181. Пуан-ле-Валле (10299)
182. Пужі (10300)
183. Рамерю (10314)
184. Расін (10312)
185. Риньї-ле-Феррон (10319)
186. Розьєр-пре-Труа (10325)
187. Ронсене (10324)
188. Руї-Сасе (10328)
189. Руї-Сен-Лу (10329)
190. Рювіньї (10332)
191. Рюмії-ле-Вод (10331)
192. Сель-сюр-Урс (10070)
193. Семуан (10369)
194. Сен-Бенуа-сюр-Ванн (10335)
195. Сен-Бенуа-сюр-Сен (10336)
196. Сен-Жан-де-Боннваль (10342)
197. Сен-Жермен (10340)
198. Сен-Жульєн-ле-Вілла (10343)
199. Сен-Леже-пре-Труа (10344)
200. Сен-Ліе (10349)
201. Сен-Мар-ан-От (10350)
202. Сен-Набор-сюр-Об (10354)
203. Сен-Парр-о-Тертр (10357)
204. Сен-Парр-ле-Вод (10358)
205. Сен-Пуанж (10360)
206. Сен-Ремі-су-Барбюїз (10361)
207. Сен-Тібо (10363)
208. Сен-Фаль (10359)
209. Сент-Андре-ле-Верже (10333)
210. Сент-Етьєнн-су-Барбюїз (10338)
211. Сент-Мор (10352)
212. Сент-Савін (10362)
213. Сент-Юзаж (10364)
214. Соммваль (10371)
215. Суліньї (10373)
216. Теннельєр (10375)
217. Торвільє (10381)
218. Торсі-ле-Гран (10379)
219. Торсі-ле-Петі (10380)
220. Труа (10387)
221. Труан (10386)
222. Тюржі (10388)
223. Тьєффрен (10376)
224. Фе-ла-Шапель (10147)
225. Феж (10149)
226. Фонтванн (10156)
227. Фонтетт (10155)
228. Фралінь (10159)
229. Френуа-ле-Шато (10162)
230. Фушер (10158)
231. Шазре (10087)
232. Шампіньї-сюр-Об (10077)
233. Шамуа (10074)
234. Шанн (10079)
235. Шапп (10083)
236. Шармон-су-Барбюїз (10084)
237. Шасне (10071)
238. Шаурс (10080)
239. Шеле (10098)
240. Шеннежі (10096)
241. Шерве (10097)
242. Шессі-ле-Пре (10099)
243. Шодре (10091)
244. Шоффур-ле-Баї (10092)